# Kitta szmaragdowa
Kitta szmaragdowa (Cissa chinensis) – gatunek średniej wielkości ptaka z rodziny krukowatych (Corvidae). Nie jest zagrożony wyginięciem.

## Podgatunki
Wyróżnia się pięć podgatunków C. chinensis:
- kitta szmaragdowa[4] (C. chinensis chinensis) – Himalaje do południowych Chin, północnych Indochin, Tajlandii i Mjanmy.
- C. chinensis klossi – środkowe Indochiny.
- kitta żółtoczelna[4] (C. chinensis margaritae) – góry Lang Bian (południowy Wietnam).
- C. chinensis robinsoni – Półwysep Malajski.
- C. chinensis minor – Sumatra i Borneo.

## Morfologia
Długość ciała 37–39 cm; masa ciała 120–133 g. W locie zwracają uwagę białe końce ogona i jaskraworude skrzydła. Żywo zielone upierzenie reszty ciała jest ochronne w lesie; u okazów muzealnych staje się z czasem turkusowe.

## Zasięg i środowisko
Od Himalajów po południowe Chiny i na południe po Sumatrę i Borneo. Wyżynne lasy. Osiadła.

## Zachowanie
Hałaśliwa, jak wiele innych krukowatych, choć dość skryta; łatwiej ją usłyszeć niż zobaczyć. Rzadko można zobaczyć więcej niż 2–3 ptaki razem; świetnie ukrywają się w gęstej roślinności, poszukując owadów i małych kręgowców. Często widywane w towarzystwie innych ptaków, np. sójkowców.

## Status
W Czerwonej księdze gatunków zagrożonych IUCN kitta szmaragdowa klasyfikowana jest jako gatunek najmniejszej troski (LC, Least Concern). Liczebność populacji nie została oszacowana, ale ptak ten opisywany jest jako od stosunkowo rzadkiego po lokalnie pospolity. Trend liczebności populacji oceniany jest jako spadkowy ze względu na utratę siedlisk oraz polowania.